# Piotr Bering
Piotr Bering (ur. 25 lipca 1964 w Gnieźnie) – polski historyk i filolog klasyczny, profesor nauk humanistycznych, specjalizujący się w kulturze średniowiecznego teatru (dramat liturgiczny, misterium), polsko-niemieckich związkach literackich w średniowieczu, recepcji antyku w kulturze staropolskiej, twórczości kronikarskiej, związkami historiografii z dramaturgią. Członek The Medieval Chronicle Society, przewodniczący sekcji polskiej Société Internationale pour l'étude du théâtre médiéval.

## Życiorys
W 1983 roku zdał maturę w II Liceum Ogólnokształcącym im. Generałowej Zamoyskiej i Heleny Modrzejewskiej w Poznaniu, zaczął studia historyczne, które skończył w 1988 roku. Uzyskał stopień magistra historii na podstawie pracy pt. Motywy dramatyczno-teatralne w najstarszych kronikach polskich (promotor prof. Brygida Kürbis). W latach 1988-1989 pracował w Archiwum Państwowym w Poznaniu, gdzie pracował nad dziedzictwem Józefa Paczkowskiego i staropolskimi dokumentami.
W 1989 rozpoczął studia doktoranckie na nieistniejącym już Wydziale Historycznym UAM. W okresie studiów doktoranckich uczęszczał na zajęcia w Instytucie Filologii Klasycznej UAM. W 1993 obronił pracę doktorską pt. Krąg literacki na Śląsku w późnym średniowieczu. Studia nad dziejami słowa i pisma do początków Reformacji (promotor prof. Brygida Kürbis).
W latach 1993-2001 pracował jako profesor w Bibliotece Kórnickiej PAN. Od 2001 pracował w Collegium Europaeum Gnesnense UAM, 10 października 2001 roku uzyskał stopień doktora habilitowanego nauk humanistycznych w zakresie literaturoznawstwa na podstawie rozprawy pt. Struktury narracyjne w późnośredniowiecznych łacińskich kronikach regionalnych. W 2005 wespół z dr Wandą Karkucińską opracował elektroniczny inwentarz rękopisów średniowiecznych i staropolskich Biblioteki Kórnickiej.
Od 1 września 2009 roku pracuje w Instytucie Filologii Klasycznej UAM. Zajmuje się historią literatury średniowiecznej, średniowiecznym i wczesnorenesansowym teatrem, recepcją kultury klasycznej w okresie staropolskim i relacjami polsko-niemieckimi do końca XVIII wieku. W latach 2009-2013 był kierownikiem Zakładu Łaciny Średniowiecznej i Nowożytnej. W 2012 objął funkcję Zastępcy Dyrektora ds. dydaktycznych Instytutu Filologii Klasycznej, piastował tę funkcję do 2016 roku. Od 2017 do 2020 był kierownikiem Zakładu Latynistyki.

## Wybrane publikacje
- Struktury narracyjne w późnośredniowiecznych łacińskich kronikach regionalnych, Gniezno 2001. Teatr w kronice. Studia nad dramatycznością kronik średniowiecznych, Poznań 2013.
- New trends on medieval theatre in Poland, „European Medieval Drama” 11 (2007) [druk 2008], 97–105.
- „Evangelium Nicodemi” w dramaturgii średniowiecznej, w: Biblia Slavorum Apocryphorum. Novum Testamentum, red. G. Minczew, M. Skowronek, I. Petrov, Łódź 2009, 111–118.
- Co Kadłubek mógł wiedzieć o teatrze, w: Onus Athlanteum. Studia nad Kroniką biskupa Wincentego, red. A. Dąbrówka, W. Wojtowicz, Warszawa 2009 [druk 2010], 378–383.
- Latein als Brücke zwischen Deutschland und Polen, „Studia Europaea Gnesnesia” 3 (2011), 23–35
- Relationen zwischen der Chronistik und dem Theater oder das geschriebene und das inszenierte Wort, w: Pogranicza teatralności. Poezja, poetyka, praktyka, red. A. Dąbrówka, Warszawa 2011, 100–106.
- Das mittelalterliche Theater in Sicht der theoretischen und chronistischen Schriften, „Eos” 98 (2011), fasc. 2, [druk 2012], 299–307.
- „Dolor magnus”. Przedstawienia bólu w dramaturgii średniowiecznej, w: Homo, qui sentit. Ból i przyjemność w średniowiecznej kulturze Wschodu i Zachodu, red. J. Banaszkiewicz, K. Ilski, Poznań 2013, 9–19.
- Symbolic and Performative Values of „Sacred” Stage Props, w: La Scena Materiale. Oggetti e pratiche della rappresentazione nel teatro medievale, ed. L. Kovács, Alessandria 2015, 163–169.
- „Opus oratorium”. Between rhetoric and acting in the Middle Ages, „Symbolae Philologorum Posnaniensium” XXIV (2015), fasc. 1, 81–89.
- Der Heilige und die Angst, der Schmerz und die Zuversicht, „European Medieval Drama” 18 (2014) [druk 2016], 1–15.
- Czy istnieje komunikacja parateatralna w dziele Galla Anonima? w: Nobis opereque favete. Studia nad Gallem Anonimem, red. A. Dąbrówka, E. Skibiński, W. Wojtowicz, Warszawa 2017, 273–279.
- Prawdopodobieństwo jako wyznacznik fortunności, w: Retoryka klasyczna i retoryka współczesna. Pola i perspektywy badań, red. nauk. C. Mielczarski, Warszawa 2017, 213–222.
- Autorski i reżyserski metatekst w średniowiecznych utworach dramatycznych, w: Metateksty i parateksty teatru i dramatu. Od antyku do współczesności, red. J. Czerwińska, K. Chiżyńska, M. Budzowska, Łódź 2017, 63–72.
- Latin as a Cultural Identity: a Central European case, „Symbolae Philologorum Posnaniensium” XXVIII (2018), fasc. 1, 175–185
- Cyfrowa przyszłość edycji źródłowych, „Roczniki Humanistyczne” LXVI, z.  3, (2018), 27–39.